# Le Bois (Savoia)
Le Bois és un municipi francès al departament de la Savoia i a la regió d'Alvèrnia-Roine-Alps. L'any 2007 tenia 316 habitants.

## Demografia

### Població
El 2007 la població de fet de Le Bois era de 316 persones. Hi havia 136 famílies de les quals 36 eren unipersonals (20 homes vivint sols i 16 dones vivint soles), 36 parelles sense fills, 48 parelles amb fills i 16 famílies monoparentals amb fills.
La població ha evolucionat segons el següent gràfic:

### Habitatges
El 2007 hi havia 169 habitatges, 134 eren l'habitatge principal de la família, 20 eren segones residències i 15 estaven desocupats. 121 eren cases i 49 eren apartaments. Dels 134 habitatges principals, 85 estaven ocupats pels seus propietaris, 44 estaven llogats i ocupats pels llogaters i 6 estaven cedits a títol gratuït; 4 tenien una cambra, 10 en tenien dues, 33 en tenien tres, 26 en tenien quatre i 62 en tenien cinc o més. 111 habitatges disposaven pel capbaix d'una plaça de pàrquing. A 58 habitatges hi havia un automòbil i a 70 n'hi havia dos o més.

### Piràmide de població
La piràmide de població per edats i sexe el 2009 era:
| Homes | Edats   | Dones |
| ----- | ------- | ----- |
| 0     | 95 o +  | 0     |
| 0     | 90 a 94 | 0     |
| 0     | 85 a 89 | 0     |
| 8     | 80 a 84 | 4     |
| 0     | 75 a 79 | 12    |
| 4     | 70 a 74 | 8     |
| 8     | 65 a 69 | 8     |
| 0     | 60 a 64 | 0     |
| 8     | 55 a 59 | 0     |
| 8     | 50 a 54 | 8     |
| 16    | 45 a 49 | 12    |
| 12    | 40 a 44 | 20    |
| 12    | 35 a 39 | 12    |
| 0     | 30 a 34 | 4     |
| 12    | 25 a 29 | 20    |
| 4     | 20 a 24 | 4     |
| 8     | 15 a 19 | 4     |
| 8     | 10 a 14 | 4     |
| 20    | 5 a 9   | 8     |
| 4     | 0 a 4   | 4     |

## Economia
El 2007 la població en edat de treballar era de 219 persones, 169 eren actives i 50 eren inactives. De les 169 persones actives 164 estaven ocupades (88 homes i 76 dones) i 5 estaven aturades (1 home i 4 dones). De les 50 persones inactives 12 estaven jubilades, 24 estaven estudiant i 14 estaven classificades com a «altres inactius».

### Ingressos
El 2009 a Le Bois hi havia 141 unitats fiscals que integraven 362,5 persones, la mediana anual d'ingressos fiscals per persona era de 20.501 €.

### Activitats econòmiques
Dels 18 establiments que hi havia el 2007, 7 eren d'empreses extractives, 1 d'una empresa de fabricació d'altres productes industrials, 4 d'empreses de construcció, 3 d'empreses de comerç i reparació d'automòbils, 1 d'una empresa de transport, 1 d'una empresa immobiliària i 1 d'una empresa de serveis.
Dels 4 establiments de servei als particulars que hi havia el 2009, 2 eren fusteries i 2 electricistes.
L'únic establiment comercial que hi havia el 2009 era una botiga d'electrodomèstics.

## Equipaments sanitaris i escolars
El 2009 hi havia una escola elemental.

## Poblacions properes
El següent diagrama mostra les poblacions més properes.